# Gérard Leman

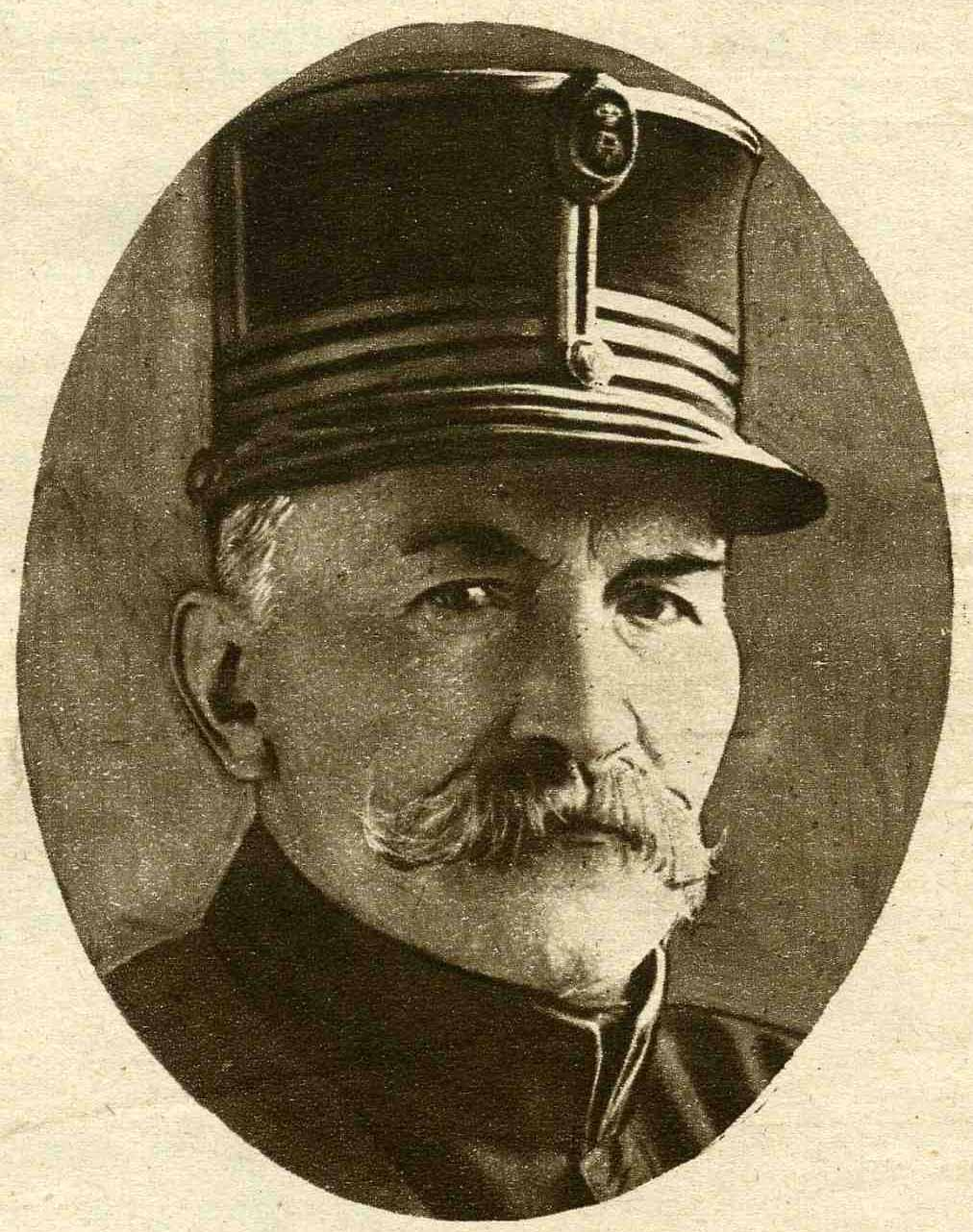
Gérard Leman

Gérard Mathieu Joseph Georges Leman (* 8. Januar 1851 in Lüttich; † 17. Oktober 1920 ebenda) war ein belgischer Generalleutnant und zu Beginn des Ersten Weltkriegs Gouverneur der Festung Lüttich.
Beim Fall des Fort Loncin geriet Leman am 15. August 1914 durch den preußischen Major Ernst Gruson in deutsche Gefangenschaft.